# Carpinus mollicoma
Carpinus mollicoma — вид квіткових рослин з родини березових. Поширення: Тибет і Китай (південно-західний Сичуань, Юньнань).

## Біоморфологічна характеристика
Це дерево до 10 метрів заввишки; кора темно-сіра. Гілочки темно-коричневі, густо-світло-іржаво-ворсинчасті. Ніжка листка 3–8 мм, густо-іржаво-ворсинчаста. Листкова пластинка довгасто-ланцетна або еліптично-ланцетна, 5–6.5 × 2–2.5 см, знизу густо біло або світло-іржаво-притиснуто-ворсинчаста, зверху ворсинчаста, особливо вздовж середньої жилки, основа округла або округло-клиноподібна, край нерівномірно або рідко подвійно загнутий, щетинкоподібно-пилчастий, верхівка загострена або хвостато-загострена; бічні жилки 14–17 з кожного боку від середньої жилки. Жіноче суцвіття 2.5–3 × 1–1.5 см. Горішок широкояйцеподібний, ≈ 4 × 3 мм, густоворсинчастий, чітко ребристий. Цвітіння: травень і червень, плодіння: липень — вересень.

## Середовище
Населяє змішані ліси на гірських схилах, іноді на вапняку; на висотах 1400–2900 метрів